# Čegem (fiume)
Il Čegem (in russo Чегем?; in lingua cabarda: Шэджэм; in lingua caraciai-balcara: Чеге́м суу) è un fiume della Russia europea meridionale, affluente di destra del Baksan. Scorre nel Čegemskij rajon della Cabardino-Balcaria.

## Descrizione

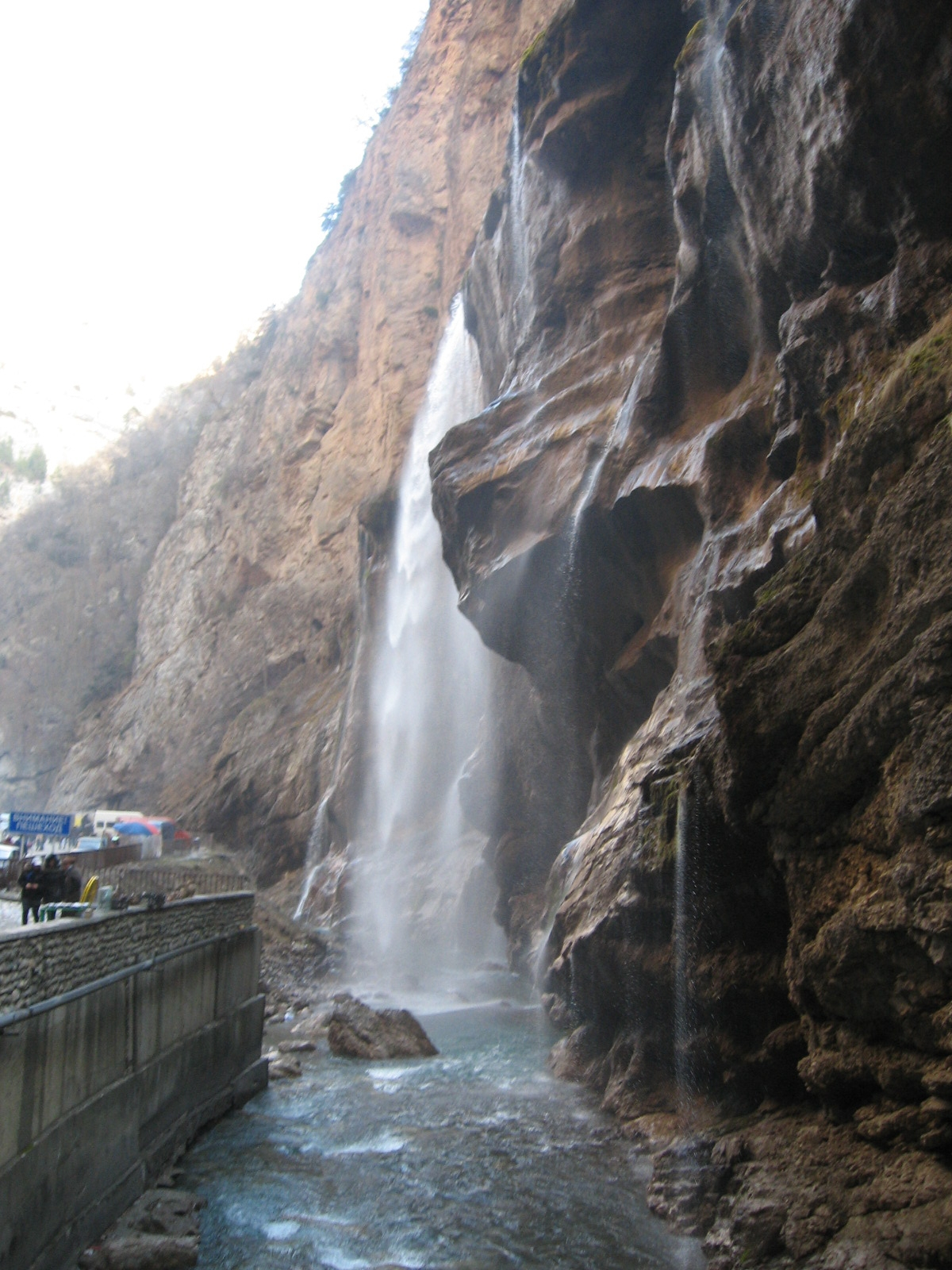

Il fiume ha origine dal ghiacciaio Bašil, sul versante settentrionale della catena principale del Caucaso,  a est dell'Elbrus. Nella parte più alta, prima della confluenza con il fiume Gara-Auzusu, porta il nome di Bašil-Auzusu. Scorre in direzione nord-est, lungo la gola del Čegem. Uscendo nella pianura, si divide in due canali, Čegem I e Čegem II, poi si ricongiunge e confluisce nel Baksan a 33 km dalla foce. Il fiume ha una corrente veloce ed è particolarmente ricco d'acqua nei mesi estivi, nel periodo di più intenso scioglimento delle nevi in montagna. La lunghezza del Čerek è di 103 km. L'area del suo bacino è di 931 km². 
Parte del letto del fiume (circa 3 km) passa attraverso uno stretto canyon che è l'attrazione principale del fiume assieme alle cascate del Čegem. La cascata Abai-Su, di maggiore altezza (78 m), si trova lungo un affluente del Bašil-Auzusu.